# Turtle Airways
Turtle Airways — чартерная авиакомпания Фиджи.
В 1980 году авиакомпания использовалась для перевозки съёмочной группы фильма «Голубая лагуна».
На самолёте авиакомпании Turtle Airways перевозили победителей 34 сезона реалити-шоу Survivor

## Направления
Авиакомпания совершает полёты на острова Маманута и острова Ясава

## Инциденты
8 апреля 2019 года самолёт DHC-2 Beaver (DQ-RJT) с 4 пассажирами из-за неисправности двигателя приземлился в поле сахарного тростника в окрестностях Сауэни, Лаутока.